# Custodi di quella fede
Custodi di quella fede („Hüter des Glaubens“) ist eine Enzyklika von Papst Leo XIII. Mit diesem apostolischen Rundschreiben wendet er sich am 8. Dezember 1892 erstmals nicht an ein Episkopat, sondern an das italienische Volk. Die Enzyklika trägt den Untertitel über die Freimaurerei. Mit gleichem Datum und gleicher Thematik wandte der Papst sich in der Enzyklika Inimica vis an die Bischöfe Italiens.

## An das italienische Volk
Der Papst beklagt die bedauernswerte Situation in Italien und einen Rückfall in das Heidentum. Der Verlust an Glauben und Sitten sei groß, und die Abtrünnigen seien derart dem Laster ausgesetzt, dass er, Leo, eine große Gefahr und den moralischen Zerfall des katholischen Glaubens sehe. Wer sich den Freimaurern anschließen wolle, solle bedenken, dass er von der Kommunion und der Gemeinschaft der katholischen Christen ausgeschlossen werde.

## Bedrohung durch die Freimaurerei
Zunächst erinnert Leo XIII. an die von ihm verfassten Enzykliken Etsi nos (1882), Humanum genus (1884) und an  Sapientiae christianae (1890), in denen das Freimaurertum missbilligt wurde. Mit einem weiteren Schreiben Dall’alto dell’Apostolico Seggio (1890) habe er ebenfalls vor der Bedrohung gewarnt, die von der Freimaurerei ausgehe. Die satanische Absicht der Freimaurer sei ein Angriff auf das katholische Sittlichkeitsgefühl und verstoße gegen die heiligen Maximen und die Gesetze des Evangeliums. In den Freimaurerprogrammen gebe es auch viele Widersprüche, die sich im Recht der Gesellschaft, dem organisierten Missbrauch und anderen Erscheinungsformen darlegen lasse. Leo wirft der Freimaurerei ein unsoziales Verhalten vor, welches sich in Form von Zwietracht, Korruption und Verbrechen darstellen lässt. Weiterhin erkenne er, dass durch die Freimaurerei dem Sozialismus und dem Kommunismus die Wege geöffnet würden und dieses zur Anarchie führen könne.

## Die Kernaussage
Als Leitlinie für jeden italienischen Katholiken kann der Absatz 15 verstanden werden, er schreibt dort:

„Ein jeder sollte Vertraulichkeit und Freundschaft mit jemanden meiden, der in Verdacht steht, zur Freimaurerei oder sonstigen ihr nahestehenden Gruppierungen zu gehören. Erkennt sie an ihren Früchten und meidet sie. Jeder Kontakt sollte vermieden werden, nicht nur mit diesen frevlerischen Freigeistern, die öffentlich den Charakter der Sekte fördern, sondern auch mit all denjenigen, die sich hinter der Maske einer universellen Toleranz, Respekt für alle Religionen […] verstecken.“

Abschließend ruft der Papst zum gemeinsamen Kampf gegen das Übel in der Gesellschaft auf, er appelliert an die Männer und Frauen, nicht den Verführungen der Freimaurer zu erliegen. In den Schulen, in Organisationen, auf Kongressen und besonders durch das italienische Volk müsse diesen Machenschaften entgegengewirkt werden.